# Guanchia hincksi
Guanchia hincksi ist eine Art der zu den Insekten gehörenden Ohrwürmer und im östlichen Mittelmeergebiet verbreitet.

## Merkmale
Die Körperlänge der Männchen beträgt 11–15 mm, die der Weibchen 11–14 mm. Der Kopf ist orange bis rötlichbraun gefärbt, Pronotum und Elytren sind gelblich bis orangebraun. Das Abdomen ist dunkler rötlichbraun, Beine und Zange sind hellgelb bis orange. Die Antennen sind bräunlichorange bis gelblichbraun. Die Zangen der Männchen sind am Innenrand und zur Spitze hin dunkel gefärbt. Kopf, Pronotum und Elytren sind glatt, die Abdominaltergite fein punktiert und fast haarlos. Der aufgebauchte Kopf ist gerundet, die postfrontalen und koronalen Nähte erkennbar, der Hinterrand konvex. Die Augen sind klein und kürzer als der Bereich des Kopfes hinter den Augen. Das erste Antennenglied ist klein und kürzer als die Distanz zwischen den Antennenbasen. Das rechteckige Pronotum ist deutlich breiter als lang, die Seitenränder sind mehr oder weniger gerade und der Hinterrand konvex. Die mediane Längsfurche ist deutlich erkennbar. Die Elytren sind kurz und am Hinterrand schräg eingeschnitten (Guanchia-Typ). Hinterflügel fehlen. Das Abdomen ist breit, abgeflacht und in der Mitte erweitert. Die Drüsenfalten auf den Tergiten 3 und 4 sind vorhanden. Das letzte Tergit des Männchens ist quer, der Hinterrand geschwärzt, der Rand auf der Rückenseite verdickt und leicht erhoben beidseits der Mittelfurche. Dahinter befindet sich ein leichter Eindruck und ein kleiner Bereich beidseits der Mittelfurche ist unpunktiert. Das männliche Pygidium ist hervorstehend, groß und etwas breiter als lang. Fast die Hälfte der männlichen Zangenlänge wird von der Zangenbasis eingenommen. An der Basis dieser ist die Zange ausgehöhlt, um das Pygidium aufnehmen zu können. Dahinter ist die Basis aneinanderliegend und stark gezähnt. Das Ende der Zangenbasis bildet ein abgerundeter Zahn. Die männlichen Genitalien sind schmal und lang, die zentrale Parameralplatte ist moderat kurz, die Virga innerhalb des Genitallobus verlängert, der Basalvesikel stark sklerotisiert. Die externen Parameren sind voll entwickelt. Die Weibchen ähneln den Männchen, jedoch sind ihre Zangen gerade, spitz zulaufend mit nach innen gebogenen Spitzen und die Innenränder nur schwach gezähnt.

### Ähnliche Arten
Die Art ist kaum von Forficula aetolica zu unterscheiden. Bei dieser sind die Elytren nicht schräg abgestutzt, sondern leicht gerundet. Dieses Merkmal ist bei portugiesischen Populationen von Forficula lesnei und Guanchia pubescens jedoch bekannt dafür, variabel zu sein, somit ist es fraglich ob dieses auch in Steinmanns Bestimmungsschlüssel verwendete Unterscheidungsmerkmal valide ist. In F. aetolica sind nach Steinmann die Kopfnähte schwächer ausgebildet und das Abdomen in der Mitte weniger stark erweitert. Zudem ist der innere Teil der Zangenbasis bei F. aetolica mit einem deutlicheren Kiel abgetrennt und schwächer gezähnt. Das Pygidium ist zudem nicht gerundet, wie in G. hincksi, sondern mit zwei Spitzen versehen. Für eine sichere Unterscheidung beider Arten ist eine Genitaluntersuchung hilfreich, da sich beide Arten in den Genitalien unterscheiden.
Bei der ähnlichen, aber weiter westlich lebenden, Art Guanchua obtusangula ist die Zangenbasis noch länger.
Bei Guanchia pubescens und Guanchia obtusangula ist die Zangenbasis deutlich länger als die Hälfte der Zangenlänge. Beide Arten leben außerdem weiter westlich und der Endzahn der Zangenbasis ist bei G. pubescens spitz.
Guanchia kaznakovi lebt geographisch getrennt von Guanchia hincksi.
Guanchia brignolii hat eine dünnere Zangenbasis mit einem spitzen, hervorstehenden Zahn in der Mitte. Zudem unterscheiden sich die Genitalien und die Art lebt weiter östlich.

## Verbreitung
Die Art ist vor allem aus der Türkei und Griechenland bekannt, zudem gibt es einen Fund aus Zypern und Nachweise aus Bulgarien. Burr beschrieb die Art aus der Türkei, auch Steinmann (1993) listet sie nur für die Türkei. Das International Barcode of Life project beinhaltete Exemplare aus dem Süden Griechenlands (Mittelgriechenland und Peloponnes) und dem Südosten bis zentralen Osten Bulgariens. Auf iNaturalist wurden Exemplare in Südostzypern, dem Südwesten der Türkei, Lesbos und Samos identifiziert. Fast alle Fundorte liegen in Küstennähe.

## Lebensweise
Die Art kann ganzjährig gefunden werden.

## Taxonomie
Die Art wurde 1947 von Malcolm Burr als Forficula hincksi erstbeschrieben. Henrik Steinmann stellte sie 1993 offiziell in die Gattung Guanchia, jedoch listete er sie schon 1989 als Guanchia hincksi.